# Abomey
Abomey är en stad i södra Benin, belägen 120 km nordväst om Porto-Novo. Staden hade 67 885 invånare 2013. Hela kommunen hade en befolkning på 92 266 invånare 2013, på en yta av 142 kvadratkilometer. Staden är administrativ huvudort för departementet Zou.
Stadens sevärdheter är det kungliga palatset, kungagravarna och stadens historiska museum. I området runt omkring Abomey bedrivs det palm- och jordnötsodling.

## Historia
Abomey var huvudstaden i kungadömet Dahomey i dagens Benin i Västafrika. Kungadömet grundades omkring 1625 och staden tros också ha grundats någon gång på 1600-talet. De kungliga palatsen i Abomey är en grupp byggnader uppförda i lera av fonfolket mellan 1650 och 1900 och återfinns idag på Unescos världsarvslista.
Staden omgavs av en lervall med sex portar, en omkrets på omkring 10 kilometer och ett dike som var 1,5 meter djupt fyllt med akacior, den vanliga formen av skyddsanläggningar i Västafrika. Innanför murarna fanns byar åtskilda av fält, flera kungliga palats, en marknadsplats och ett torg omgivet av kaserner. Bara två palats, med totalt 18 byggnader, återstår idag, de som kungarna Ghezo (1818-1858) och Glele (1858-1889) lät bygga. Mycket av kungarikets rikedomar kom från slavhandel, man sålde krigsfångar till europeiska slavhandlare som sedan transporterade dem över Atlanten.
I november 1892 besegrades Behanzin, Dahomeyrikets siste kung, av de franska kolonialstyrkorna varpå han satte eld på staden och flydde norrut. Fransmännen återuppförde staden och byggde en järnväg som förband staden med kusten, i.o.m. vilken Abomey knöts till den moderna världen.
Kungapalatsen utnämndes till världsarv av Unesco 1985 som kungjorde (översättning från engelska):
Från 1625 till 1900 efterträdde tolv kungar varandra som överhuvuden i det mäktiga kungariket Abomey. Med undantag för kung Akaba som använde en annan inhägnad, lät de var och en uppföra sitt palats inom samma muromgärdade område i överensstämmelse med föregångarnas bruk av utrymme och material. De kungliga palatsen i Abomey är unika minnesbörder om detta förlorade kungadöme.
Området skrevs även in på listan över hotade världsarv, då en tromb drabbat regionen 15 mars 1984 och förstörde en stor del av området. Andra hot är termiter och regn.
Sedan 1993 har femtio av de ursprungliga femtiosex relieferna som smyckade kung Gleles (1858-1889) murar (idag kallade Salle des Bijoux) återfunnits och bytts ut på den återuppförda byggnaden. Lågrelieferna återger i ett bildprogram fonfolkets historia och dåtida makt.

### Lista över Fonkungar i Abomey
| Kung         | från | till |
| ------------ | ---- | ---- |
| Gangnihessou |      | 1620 |
| Dakodonou    | 1620 | 1645 |
| Houegbadja   | 1645 | 1685 |
| Akaba        | 1685 | 1708 |
| Agadja       | 1708 | 1732 |
| Tegbessou    | 1732 | 1774 |
| Kplinga      | 1774 | 1789 |
| Agonglo      | 1789 | 1797 |
| Adandozan    | 1797 | 1818 |
| Ghezo        | 1818 | 1858 |
| Glele        | 1858 | 1889 |
| Behanzin     | 1889 | 1894 |
| Agoli-agbo   | 1894 | 1901 |

## Administrativ indelning
Abomeys kommun är indelad i sju arrondissement:
- Agbokpa, Detohou, Djegbe¹, Gbecon-Hounli¹, Sehoun, Vidole¹, Zounzounme

¹Del av Abomeys centralort.